# Eugen Gocan
Eugen Gocan (n. 9 noiembrie 1938, Cluj-Napoca – d. 19 iulie 2013) a fost un sculptor român.

## Formarea, debutul și opera
A studiat la Institutul de Arte Plastice „Ion Andreescu” din Cluj (1960-1967), unde a fost ulterior profesor.
Din 1967, expune la toate expozițiile județene și republicane. După o specializare de un an în Grecia (1969), a participat la Tabăra de sculptură Măgura (1970). A realizat câteva busturi (Lucian Blaga, Emil Racoviță 1970, Petre Gheorghe 1972), deschizând expoziții personale la Cluj-Napoca (1975) și București (1976).
Debutul artistului a fost sigur și personal, întâlnirile în timp cu opera sa afirmând convingător forța unui talent original, iscoditor și plin de răbdare. Înzestrat cu un adânc respect pentru muncă, Gocan abordează cu egal interes și succes tehnicile și materialele sculpturii.

## Viziunea artistică
Pornind de la exemplul lui Romul Ladea, dar găsind de la început un drum propriu, în lucrările modelate în lut găsește euritmii ale formelor și situări armonioase ale volumelor susținute de suprafețe dinamice, cu inflexiuni generoase și subtile reliefuri. Portretele și micile grupuri de figuri de copii, ca și maternitățile dar și figurile eroice sau legendare, alcătuiesc tematica preferată a busturilor sau lucrărilor turnate în piatră artificială, și unele și altele demne de reținut pentru finețea caracterizării, pentru pătrunderea psihologică, dar și pentru simbolismul fiecărui ansamblu de forme.
Viziunea lucrărilor modelate se înscrie sub semnele unei concentrări a expresiei, care este și mai evidentă în cazul lucrărilor realizate prin cioplire. În cazul lui Gocan, forma este în mare măsură rodul unei intervenții deliberate și îndrăznețe, consecință a dorinței autorului de a elibera din trunchiuri de copaci suprafețe, volume și structuri ale spațiului în care este peremptoriu prezent gustul modern pentru inovație, pentru noutatea imprevizibilă, pentru dispunerea sau asocierea șocantă, dar atât de elocventă.
În general, lucrările de marmoră cât și cele în piatră poartă aceeași amprenta a modernității.  
Descrierea este netă, opera sa caracterizându-se prin concizie și limpezime.
Însă, pentru întreaga operă a lui Gocan fundamentală rămâne problema reprezentării figurii umane.

## Valoarea operei
În creația sa, artistul a încercat să evidențieze forma și conținutul, materialul favorit al exprimării sale plastice fiind piatra.
Ucenic al maestrului Andrei Kos, Eugen Gocan a fost coleg de generație cu regretatul sculptor Vasile Rus-Batin.